# Pseudomuscari azureum
Pseudomuscari azureum là một loài thực vật có hoa trong họ Măng tây. Loài này được (Fenzl) Garbari & Greuter miêu tả khoa học đầu tiên năm 1970.

## Hình ảnh

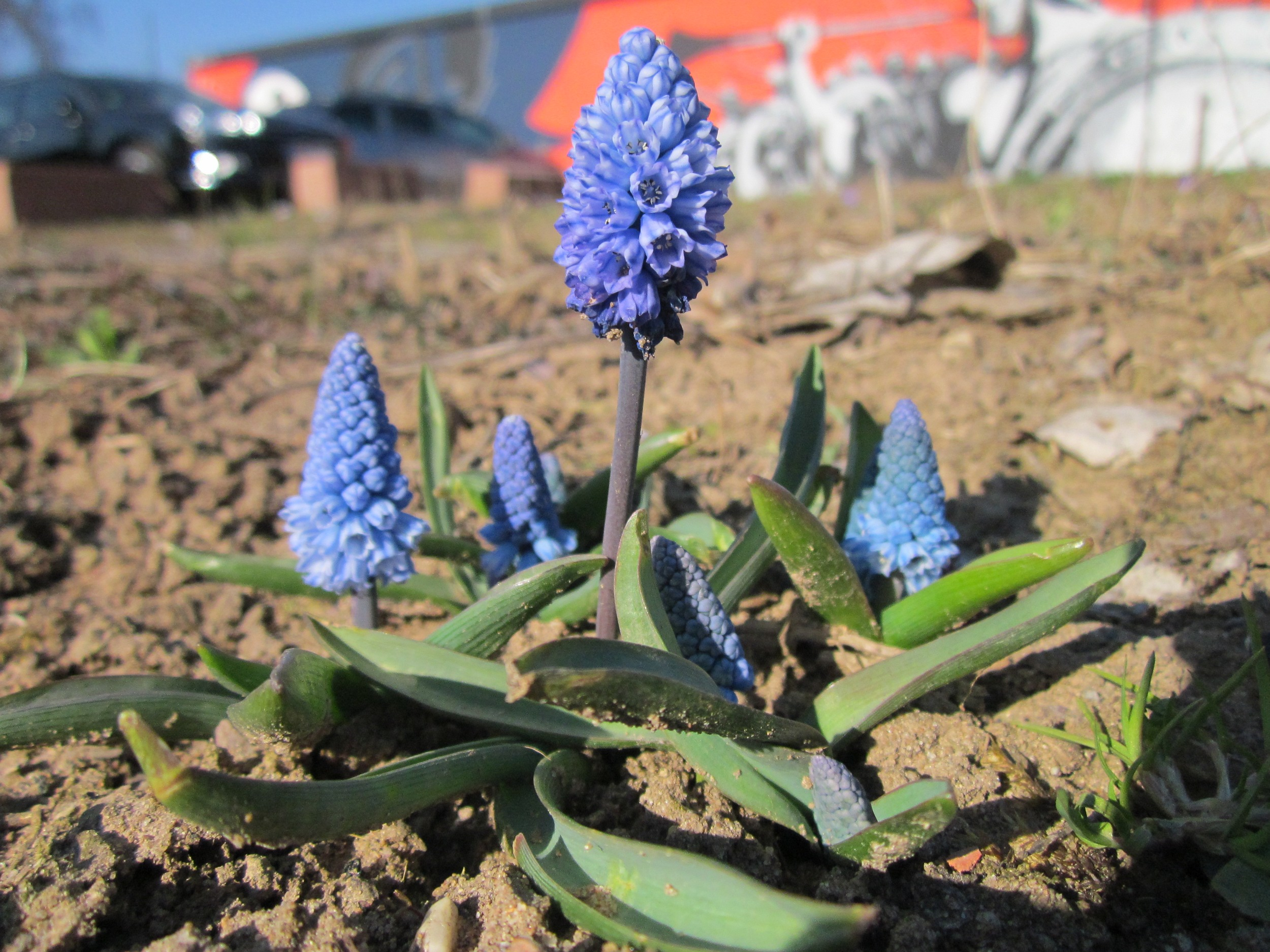
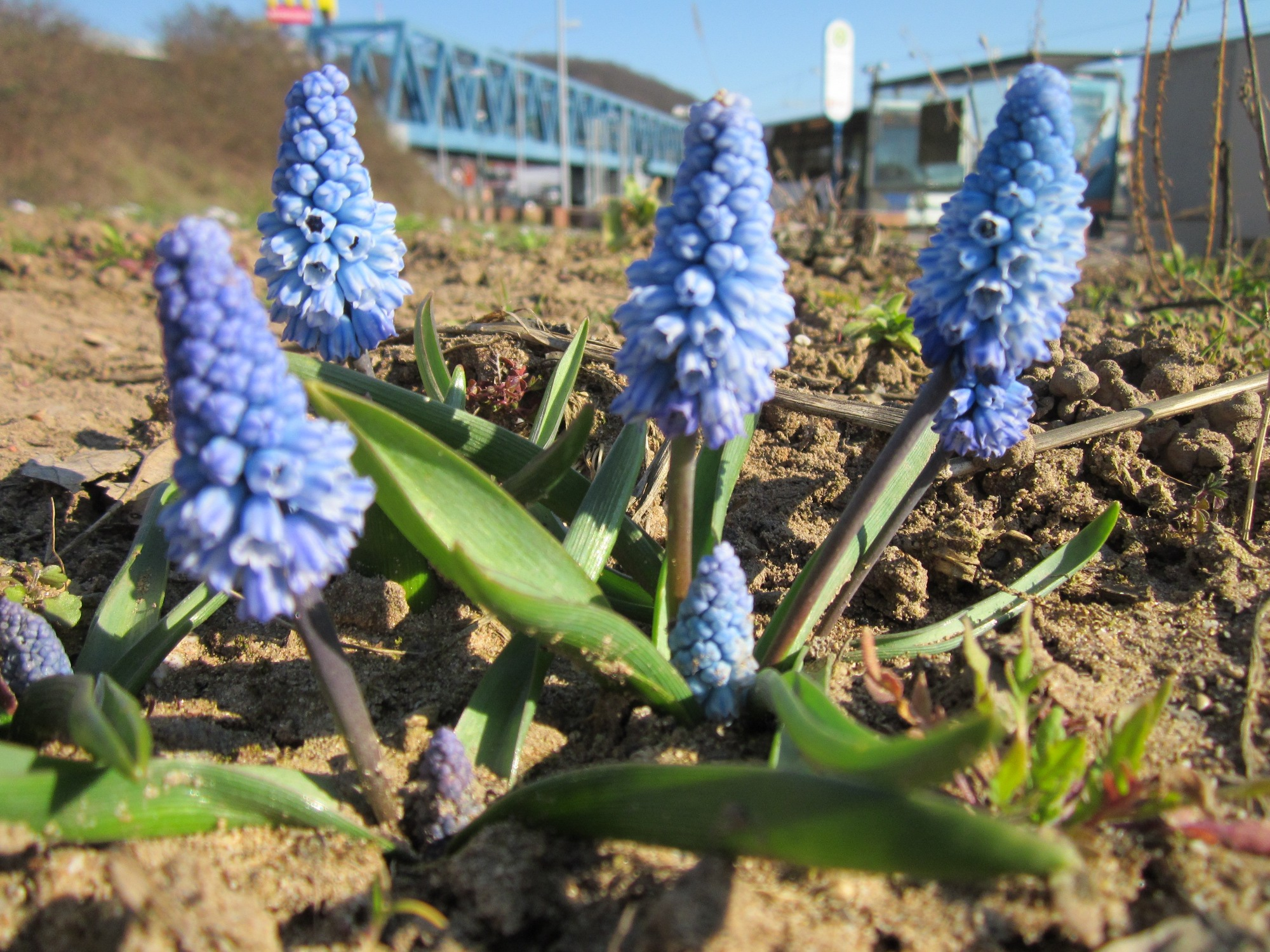
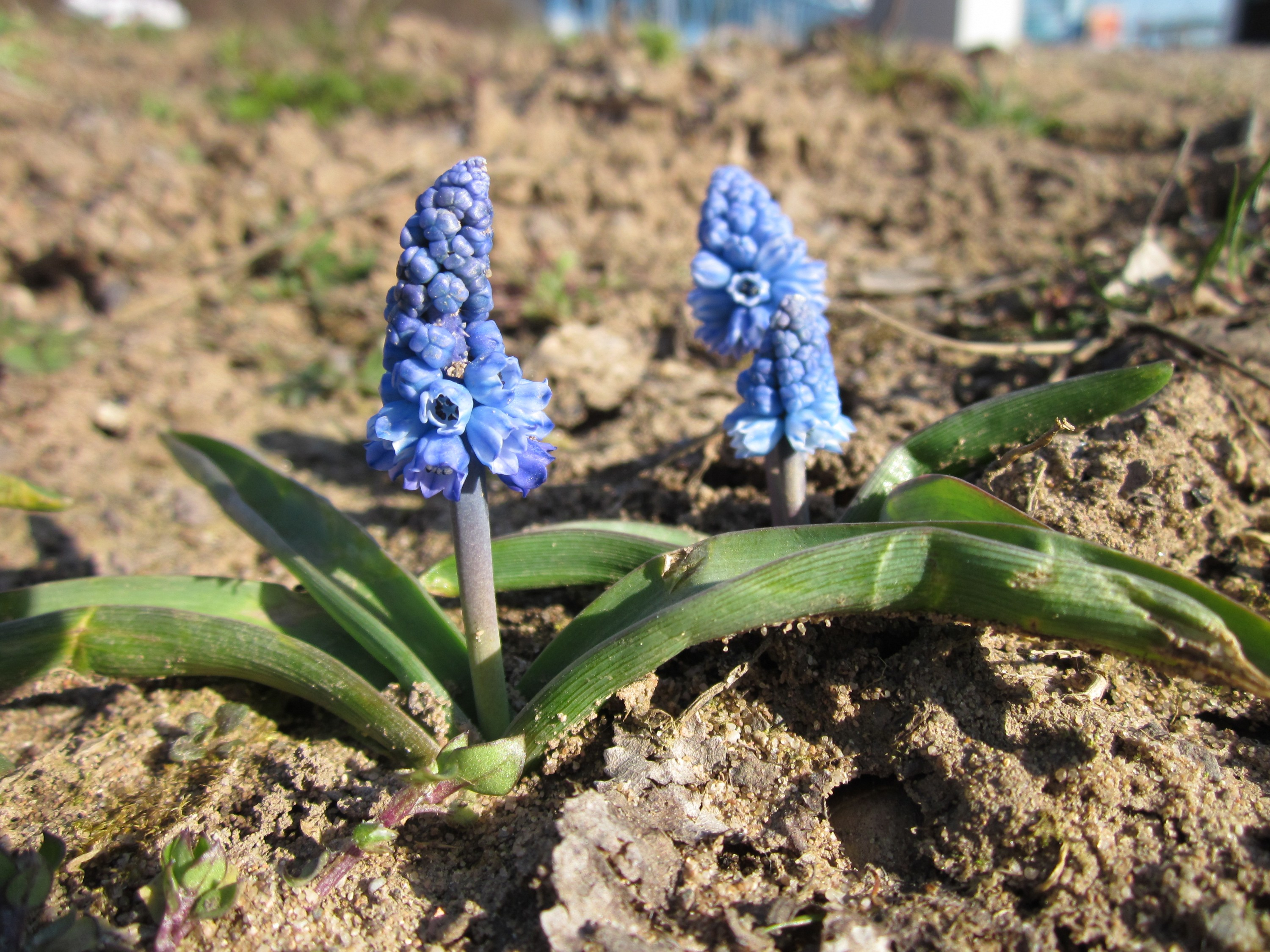
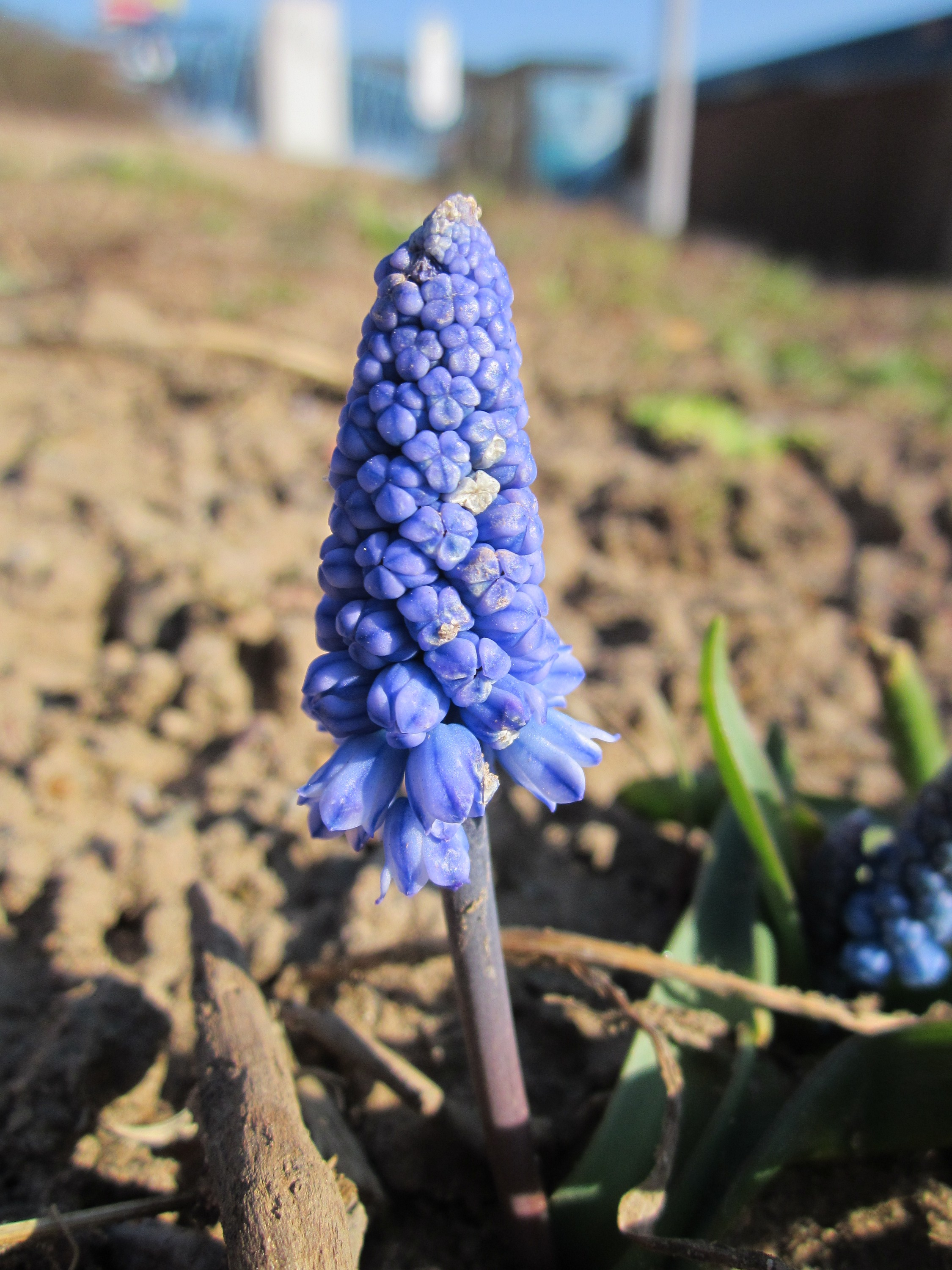